# 平成天皇
平成天皇（へいせいてんのう）は架空の追号。2025年6月4日時点では存在しない。

## 解説
追号は、元号法の制定時の大平正芳首相（当時）の国会答弁によれば、あくまで皇室内の儀式として新しい天皇が先帝に贈るものであって、法で定めた元号に縛られることなく、新しい天皇の裁量で決めることができるという（「第87回国会 参議院内閣委員会会議録第14号」（PDF）1979年（昭和54年）6月5日。）。
皇室典範などの関連法令にも規定がない。
したがって、元号が平成だった時代に天皇に在位した明仁の追号は明仁が崩御し、崩御時の天皇が追号を贈るまで未定である。追号が未定であることは令和における天皇である徳仁についても同様である。
マスメディア等では明仁を指して「平成の天皇」という表現が用いられることがある。